# Vandeléville
Vandeléville település Franciaországban, Meurthe-et-Moselle megyében. Lakosainak száma 211 fő (2022. január 1.). Vandeléville Battigny, Dommarie-Eulmont, Favières, Fécocourt, Thorey-Lyautey, Tramont-Émy és Tramont-Lassus községekkel határos.

## Népesség
A település népessége az elmúlt években az alábbi módon változott:
| Lakosok száma | 215  | 165  | 189  | 198  | 208  | 209  | 212  | 211  | 211  | 211  |
|               | 1968 | 1982 | 1990 | 2006 | 2013 | 2015 | 2017 | 2019 | 2020 | 2022 |